# ß

La lletra ß en diverses tipografies

La lletra ẞ/ß (Unicode U+00DF) és una lligadura en l'alfabet alemany, que típicament es fa servir per reemplaçar la doble «s» en una paraula. La lligadura (ſʒ) es compon d'una «ſ» (s llarga) i una varietat gràfica de la lletra «z». El seu nom en Alemany és Eszett (IPA: [ɛsˈtsɛt]) o scharfes S (s sonora), i es pronuncia com una s sorda (IPA: [s]).
La lletra ß no s'ha de confondre amb la lletra grega beta (β), malgrat la seva similaritat gràfica.

## En el teclat

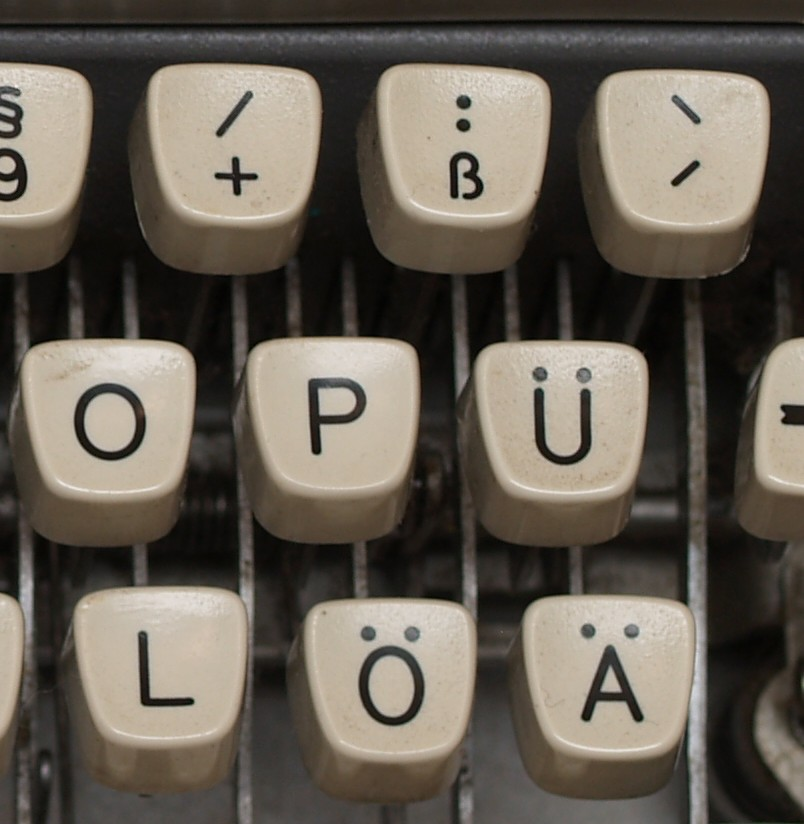
La tecla ß (i la Ä, Ö i Ü) en una màquina d'escriure Alemanya del 1964

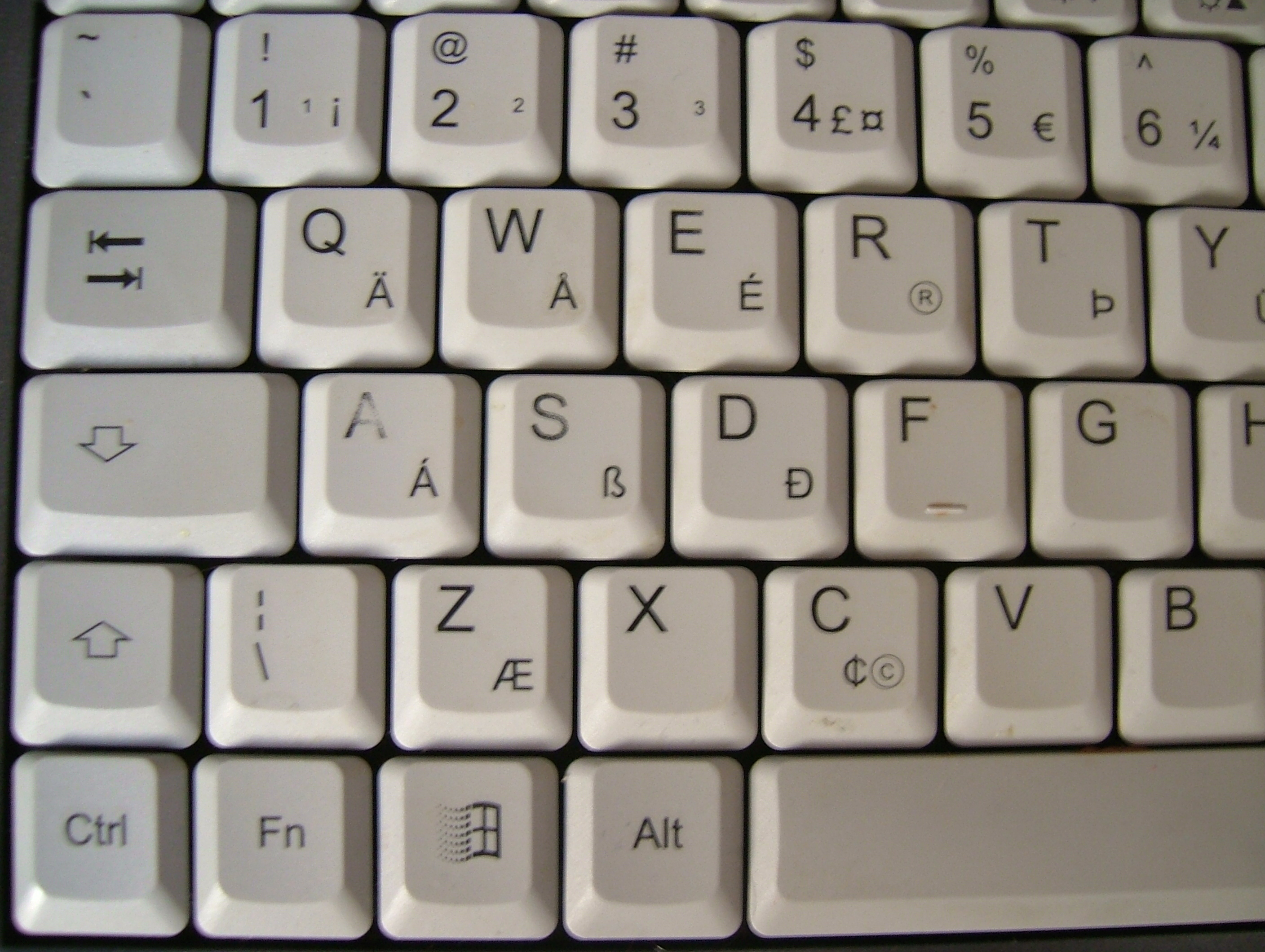
La tecla ß (i d'altres incloent Ä) accessible fent AltGr+s en un teclat modern

A Alemanya i Àustria, la lletra ß és present en els ordinadors i en les màquines d'escriure, normalment a la dreta de la fila de dalt. En altres països, la lletra no està indicada en el teclat, però una combinació de les altres tecles la pot escriure. Habitualment la lletra s'escriu fent servir un modificador i la tecla "s". Els detalls de cada disposició de teclat depenen de l'idioma d'entrada i del sistema operatiu.
Mac OS X
Opció+b en els teclats espanyols, Opció+s en els teclats internacionals, Alt+s en el teclat francès.
Microsoft Windows
Alt+0223 o Alt+225 o (si no té algun altre ús) Ctrl+Alt+s, en alguns teclats, com el US-International també AltGr+s
X-based systems
AltGr+s o Compose, s, s
GNU Emacs
C-x 8 " s
GNOME
Ctrl-Shift-DF o (en la versió 2.15 i posteriors) Ctrl-Shift-U, df
AmigaOS
Alt+S per totes les disposicions de teclat en teclats Amiga.
Plan 9
Alt o Compose, s, s.
En l'editor Vim i en GNU Screen es pot escriure fent ss.